# 牛原站
牛原站（日语：／ Ushigahara eki */?）是位於福井縣大野市牛原，西日本旅客鐵道（JR西日本）的越美北線（九頭龍線）車站。本站位於越美北線大約中間的位置。此站至終點站九頭龍湖站之間都是位於大野市內行走。

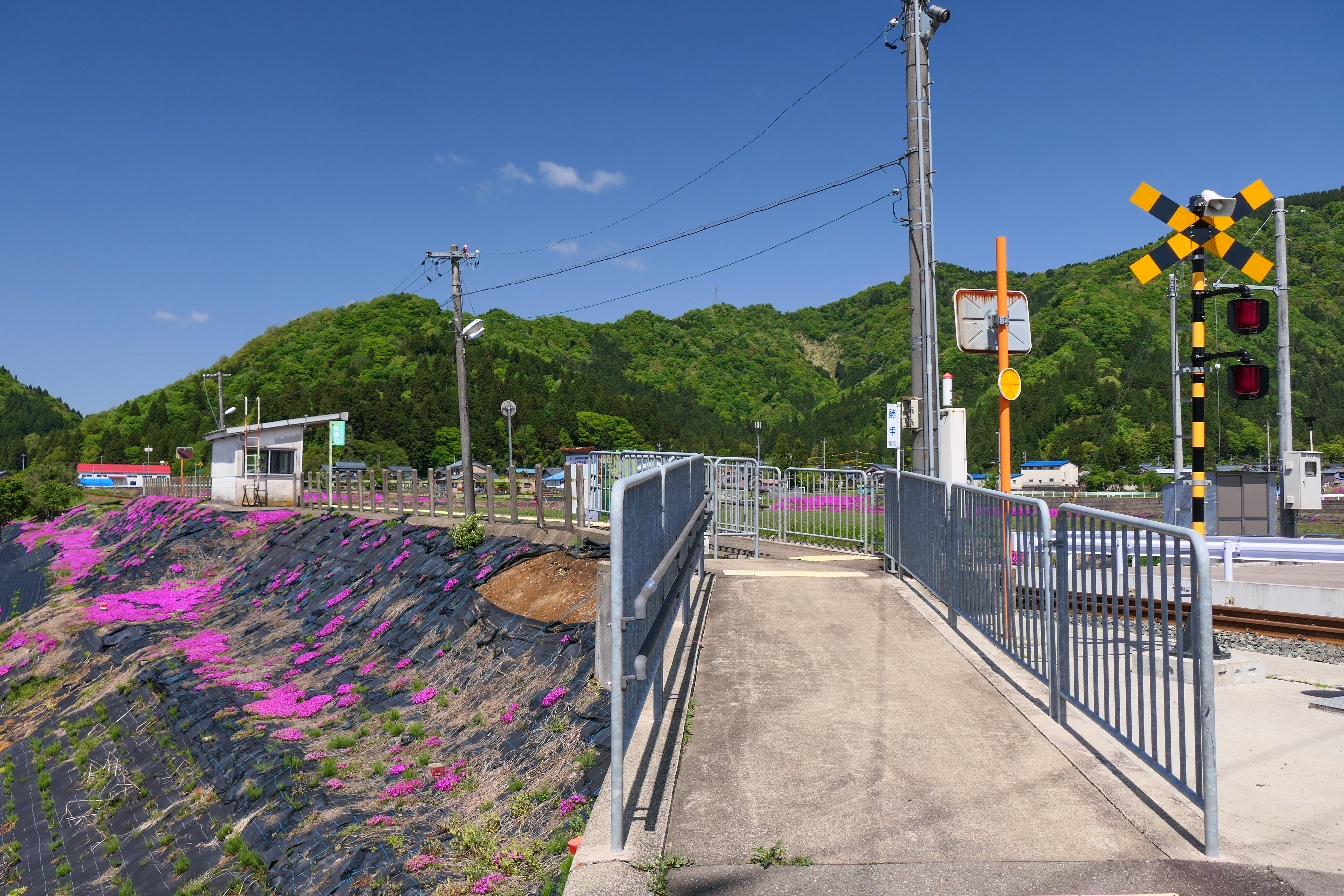
車站入口（2022年4月）

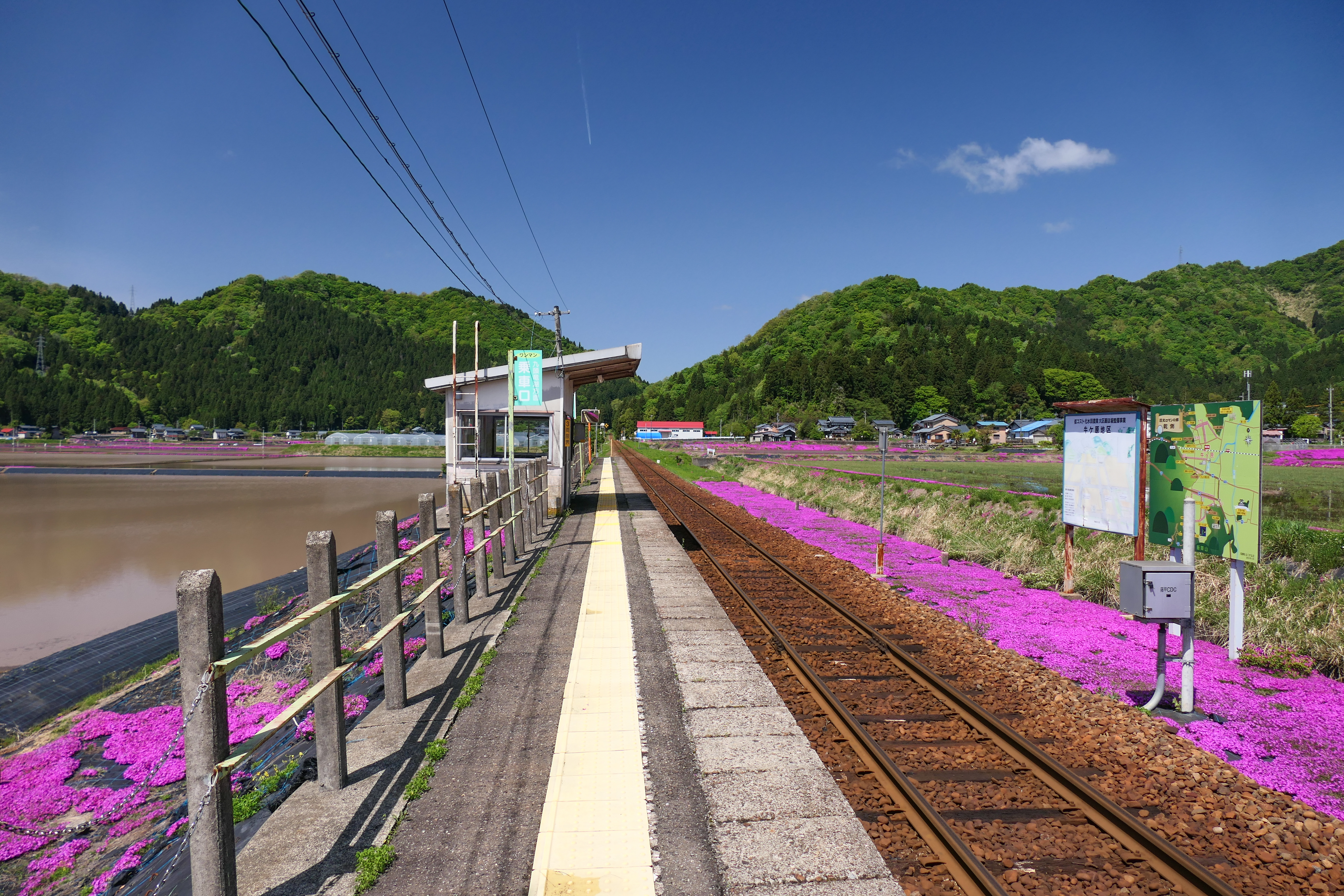
月台（2022年4月）

## 車站構造
車站是一座地面車站，設有1面1線單式月台，九頭龍湖方向的列車會開啟右邊車門。前往九頭龍湖方向和福井方向的列車使用同一月台。
此站是由福井地域鐵道部管理的無人車站，此站沒有自動售票機。在車站啟用當初已經設有簡單月台和候車室。車站出入口直接連接月台（靠近九頭龍湖一方）。

## 歷史
- 1960年12月15日：越美北線勝原站至此站之間開通，此站啟用。
- 1987年4月1日：隨國鐵分割民營化，車站由西日本旅客鐵道（JR西日本）營運。
- 2004年：

- 7月18日：因發生暴雨，越美北線全線暫停營業。
- 9月11日：美山站至越前大野站之間重開。

- 在2004年9月10日前，代行巴士乘車處位於JA乾側分所前。

## 使用狀況
| 年度 | 1日平均 乘車人次 | 1日平均 乘車人次 |
| ---- | ---------------- | ---------------- |
| 1999 | 3                |                  |
| 2000 | 3                |                  |
| 2001 | 4                |                  |
| 2002 | 4                |                  |
| 2003 | 2                |                  |
| 2004 | 6                |                  |
| 2005 | 3                |                  |
| 2006 | 2                |                  |
| 2007 | 3                |                  |
| 2008 |                  |                  |
| 2009 |                  |                  |
| 2010 |                  |                  |
| 2011 | 4                |                  |
| 2012 | 4                |                  |
| 2013 | 4                |                  |
| 2014 | 3                |                  |
| 2015 | 2                |                  |
| 2016 | 3                |                  |
| 2017 | 3                |                  |
| 2018 | 4                |                  |
| 2019 | 4                |                  |
| 2020 | 4                |                  |
| 2021 | 6                |                  |
| 2022 | 6                |                  |

## 車站周邊
- 大野市立乾側小學
- 乾側郵局
- 越前大野城 - 從月台可看見該城。

## 相鄰車站
西日本旅客鐵道（JR西日本）
■九頭龍線（越美北線）
計石－牛原－北大野

## 外部連結
- 牛原｜車站資訊：JR出門網 - 西日本旅客鐵道（日語）